# Romain-aux-Bois
Romain-aux-Bois è un comune francese di 45 abitanti situato nel dipartimento dei Vosgi nella regione del Grand Est.

## Società

### Evoluzione demografica
Abitanti censiti